# Kaka de Luxe
Pour les articles homonymes, voir Luxe.
Kaka de Luxe est un groupe de punk rock espagnol, originaire de Madrid. Il est formé en 1977, et composé de Fernando Márquez « El Zurdo », Manolo Campoamor, Carlos Berlanga, Enrique Sierra, Alaska et Pablo Martínez. Kaka de Luxe enregistre un titre en 1978, et seulement en 1983 sort un album intitulé Las Canciones malditas qui réunit certains des premiers thèmes.

## Biographie
Kaka de Luxe est formé en 1977 comme groupe de punk rock principalement avec Carlos Berlanga, Manolo Campoamor et Fernando Márquez « El Zurdo », puis plus tard avec Enrique Sierra, Alaska et Nacho Canut. Selon la presse spécialisée, Kaka de Luxe est l'un des premiers, voire le premier groupe de punk rock espagnol. C'est d'ailleurs dans ce groupe que débutent pour la première fois Alaska et Nacho Canut.
En 1978, le groupe publie un EP homonyme, qui comprend quatre chansons, intitulé Kaka de Luxe. En 1982, cinq ans après la séparation du groupe sort un autre EP intitulé Kaka de Luxe/Paraíso. En 1983, le groupe se réunit pour un temps, et les labels auxquels il est signé, Chapa Discos et Zafiro, décideront de lancer un tout dernier album regroupant les chansons de Kaka de Luxe, intitulé Las Canciones malditas, qui comprend leurs premières démos.
Après la séparation du groupe, les membres emprunteront des chemins différents. Le musicien Manolo Campoamor, Alaska, Carlos Berlanga et Nacho Canut formeront Alaska y los Pegamoides et, plus tard, Alaska y Dinarama (Eduardo et Ana n'intégreront pas ce projet musical).
Nacho Canut formera, aux côtés d'Eduardo Benavente et Ana Curra, Parálisis Permanente. Fernando Márquez formera les groupes Paraíso et La Mode. Enrique Sierra rejoindra le groupe Radio Futura.

## Discographie

### EP
- 1978 : Kaka de Luxe (EP)
- 1982 : Kaka de Luxe/Paraíso (EP)